# P. Noordhoff
P. Noordhoff is een voormalige uitgeverij in Groningen.
Het bedrijf werd in 1858 gesticht door Popko Noordhoff (1833-1903) en later voortgezet door zijn zoon Jaap. De uitgeverij was gevestigd in de Oude Boteringestraat, direct naast grote concurrent J.B. Wolters. In 1968 fuseerden beide Groningse uitgevers tot Wolters-Noordhoff. In 2008 werd de naam van het fusiebedrijf gewijzigd in Noordhoff Uitgevers, dit als gevolg van de verkoop van de educatieve uitgeverij door moederconcern Wolters Kluwer.